# 火ノ鳥のように
「火ノ鳥のように」（ひのとりのように）は、doaの1枚目のシングル。

## 概要
- メジャーデビューシングルで、ベース・ボーカルの徳永暁人が初めて単体で作詞を手がけた作品である。
- フジテレビ系「ニュースJAPAN」内『感動ファクトリー・すぽると!』では最後のテーマソング。OA開始直後は「火ノ鳥」というタイトルであった。
- 本作から3枚目のシングル「英雄」まで徳永作詞の曲が3作続く。
- 2015年のアルバム「FLY HIGH」に収録のFLY HIGHは、火ノ鳥のようにのアンサーソングになっている。

## 収録曲
全作曲・編曲：徳永暁人
1. 火ノ鳥のように
作詞：徳永暁人
2. 手遅れになるぞ気をつけろ
作詞：吉本大樹
3. Rock'n Roll Star
作詞：吉本大樹

## 収録アルバム
- open_d (#1)
- doa BEST ALBUM "open door" 2004-2014 (#1)